# Passo di Campogrosso
Passo di Campogrosso je horský průsmyk nalézající se v horské skupině Piccole Dolomiti ve Vicentinských Alpách v nadmořské výšce 1 460 m n. m. Průsmyk Passo di Campogroso spojuje údolí Valle dell'Agno (provincie Vicenza) s obcí Vallarsa (provincie Trento) a jasně odděluje pohoří Carega od pohoří Sengio Alto.
Průsmyk je přístupný pro motorová vozidla pouze ze strany od města Vicenza, a to od obce Recoaro Terme.
V blízkosti průsmyku na straně Vicenzy se nachází Rifugio Toni Giuriolo, výchozí bod pro četné trasy v Piccole Dolomiti, s rozsáhlým parkovištěm.
Až do roku 1918 průsmyk tvořil hranici mezi Italským královstvím a Rakousko-Uherskem, což dodnes připomínají kamenné milníky umístěné zde v 18. století, kdy označovaly hranici mezi Benátskou republikou a rakouskými panstvími Svaté říše římské. Přístup vozidel ze strany Vicenzy byl umožněn až s výstavbou silnice pro nákladní automobily během první světové války, vybudované pro pohodlný přístup k frontové linii, která procházela přes hřeben v blízkosti průsmyku.

## Dostupnost

### Automobily
Průsmykem Passo di Campogrosso prochází provinční silnice 99 Campogrosso, která začíná v lázeňské obci Recoaro Terme a končí na bývalé státní silnici 46 del Pasubio diramazione (SS46dir) u Passo Pian delle Fugazze. Úsek zvaný Strada del Re (od 11. km do 14,800 km SP99) je uzavřen pro automobilovou dopravu kvůli sesuvu půdy.
V únoru 2017 byla na Strada del Re za přispění společnosti AVIS vybudována visutá lávka pro pěší, která umožňuje turistům dostat se na Passo Pian delle Fugazze po této nenáročné cestě.
Další možností, jak se na Passo Pian delle Fugazze dostat, je silnice Sette Fontane, která je na příkaz starosty města Vallarsa pro automobilovou dopravu uzavřena.
Silnice od Vallarsa (nedokončený úsek provinční silnice 89 Sinistra Leno), zvaná Strada delle Siebe, je nedokončená od 60. až 70. let 20. století.

### Na kole
Cesta na Passo di Campogrosso je jedním z nejtěžších cyklistických stoupání, která lze nalézt nejen v oblasti Vicenzy, ale i v celém alpském oblouku: 11 kilometrů a 1 000 metrů výškového rozdílu, s průměrným sklonem téměř 9 % a mnoha velmi náročnými úseky. Po prvním kilometru u obce Giorgetti nabývá silnice sklonu kolem 10 %, který ji poznamenává téměř po celou dobu stoupání. Těsně pod vrcholem contrada Merendaore (713 m n. m.) se nachází nejnáročnější úsek, několik set metrů s maximálním sklonem 16 %. Odtud je sklon v podstatě pravidelný a jen zřídka se mění z 10 %, s výjimkou lokality Mezzo Cason (951 m), na několik set metrů po rovině a s lehčím úsekem u rifugio alla Guardia (1165 m). Posledních několik kilometrů se vyznačuje dlouhou řadou ostrých vlásenkových zatáček střídajících se s tvrdými nájezdy, až do dosažení průsmyku po průjezdu dvěma malými tunely vytesanými do skály.

## Galerie

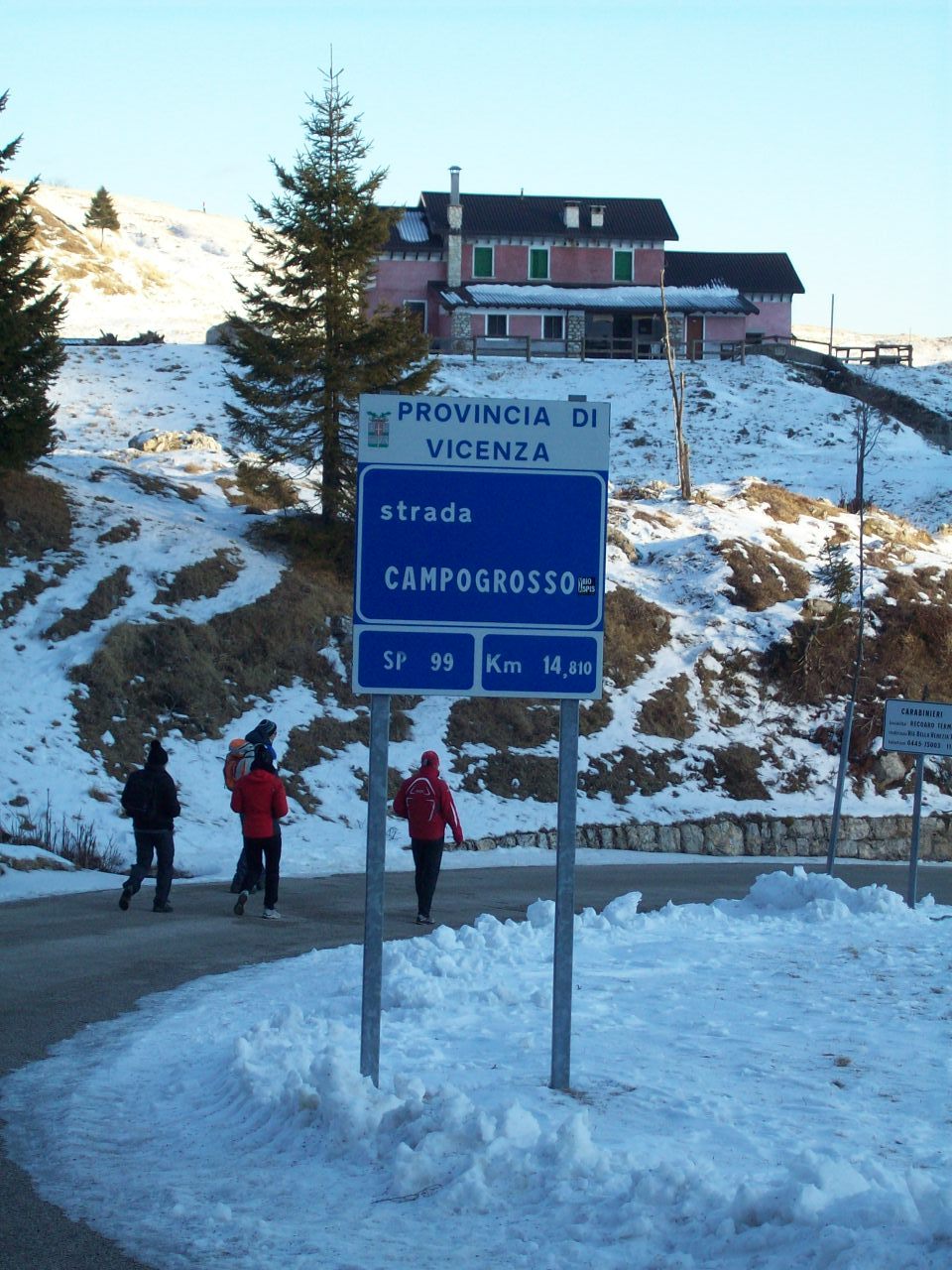
Průsmyk Passo di Campogrosso a horská chata v pozadí v zimě
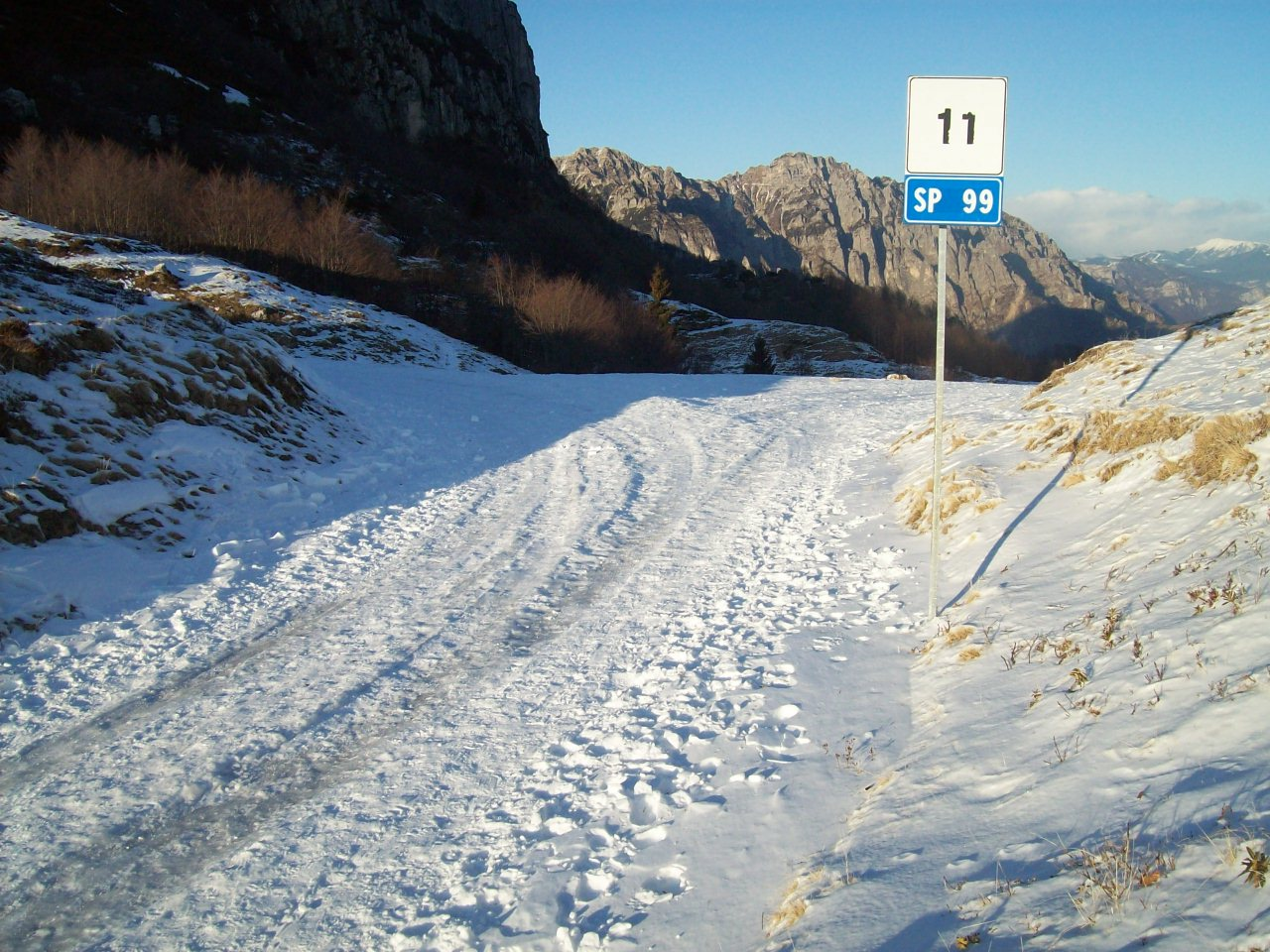
Pohled na údolí Val Leogra z silnice No. 99 v průsmyku Campogrosso v zimě